# باندي كام
باندي كام (بالإنجليزية: Bandicam)‏ هو برنامج تصوير شاشة الكمبيوتر بالفيديو أو الصورة، حيث يسمح بالتصوير لمدة 10 دقائق للنسخة المجانية، ووقت غير محدود بالنسبة للنسخ الغير مجانية.
يتكون باندي كام من ثلاثة أوضاع. الأول هو وضع تسجيل الشاشة، والذي يمكن استخدامه لتسجيل منطقة معينة على شاشة الكمبيوتر. الآخر هو وضع تسجيل الألعاب، والذي يمكنه تسجيل الهدف الذي تم إنشاؤه في دايركت إكس أو مكتبة الرسوميات المفتوحة. والأخير هو وضع تسجيل الجهاز الذي يسجل كاميرات الويب وأجهزة واجهة متعددة الوسائط عالية الوضوح.
يعرض باندي كام عدد معدل الأطر في زاوية الشاشة، بينما تكون نافذة دايركت إكس أو مكتبة الرسوميات المفتوحة في الوضع النشط. عندما يظهر عدد معدل الأطر باللون الأخضر، فهذا يعني أن البرنامج جاهز للتسجيل، وعندما يبدأ التسجيل، فإنه يغير لون عدد معدل الأطر إلى اللون الأحمر. لا يتم عرض عدد معدل الأطر عندما يكون البرنامج قيد التسجيل في وضع تسجيل الشاشة. يبلغ الحد الأقصى لمعدل الإطارات لهذا البرنامج 144 إطارًا في الثانية.
باندي كام هو برنامج تجريبي، مما يعني أنه يمكن اختباره مجانًا مع وظائف محدودة (غالبًا ما يطلق عليه برنامج "crippleware"). النسخة المجانية من باندي كام تضع اسمها كعلامة مائية رقمية في الجزء العلوي من كل فيديو مسجل، ويقتصر طول كل فيديو مسجل على 10 دقائق. ومع ذلك، يمكن للمستخدمين ضبط هامش الشاشة باستخدام شاشة الفيديو بحيث تكون العلامة المائية خارج الشاشة من الفيديو.
يمكن حفظ الفيديو الذي تم إنشاؤه بتنسيقات تداخل الصوت والفيديوأو إم بي 4. بإمكان باندي كام أيضًا التقاط لقطات شاشة وحفظها بتنسيق بي إم بيأو بي إن جيأو جيه بيه إيه جي. يتميز باندي كام بوضع تسجيل الإكمال التلقائي الذي يمكن أن يحد من عملية التقاط الفيديو إلى حجم أو قيمة زمنية محددة.

## وصلات خارجية
- الموقع الإلكتروني